# Kalidiatou Niakaté
Kalidiatou Niakaté (Aubervilliers, 15 de marzo de 1995) es una balonmanista francesa que juega como lateral izquierda; internacional con la selección femenina de Francia con la que es campeona olímpica, del mundo y de Europa.

## Trayectoria

### Clubes
Formada en el Issy-Paris Hand, con el que alcanzó la final de la Copa Challenge en 2014, Niakaté dio el salto a Nantes en 2017. En enero de 2019 se anunció su fichaje por el Brest Bretagne Handball para la temporada 2019-20; con el club bretón conquistó el doblete nacional (Liga y Copa de Francia) en 2021 y fue subcampeona de la Liga de Campeones ese mismo año. Tras tres campañas en Brest, en 2022 se oficializó su salida rumbo al CSM Bucureşti. En febrero de 2023 rescindió con el club rumano y se incorporó al Budućnost de Podgorica para 2023-24. En agosto de 2024 firmó por el Nykøbing Falster Håndboldklub danés.

#### Trayectoria de clubes
- 2014–2017:  Issy-Paris Hand (hoy Paris 92)[9]
- 2017–2019:  Nantes Atlantique Handball[10]
- 2019–2022:  Brest Bretagne Handball[4]
- 2022–2023:  CSM Bucureşti[6]
- 2023–2024:  WHC Budućnost Bemax[9]
- 2024–:  Nykøbing Falster Håndboldklub[8]

### Selección
Internacional absoluta desde 2014, fue parte del equipo francés que se proclamó campeón del mundo en 2017 (Alemania), campeona de Europa en 2018 (Francia), subcampeona de Europa en 2020 (Dinamarca/Noruega) —donde además fue elegida jugadora del partido en la semifinal ante Croacia— y campeona olímpica en Tokio 2020. También integró la plantilla francesa en el Mundial de 2021 disputado en España.

## Premios y títulos

### Con la selección
- 1 x Medalla de oro en los Juegos Olímpicos (2020).[13]
- 1 x Medalla de oro en el Campeonato del Mundo (2017).[11]
- 1 x Medalla de oro en el Campeonato de Europa (2018).[12]
- 1 x Medalla de plata en el Campeonato de Europa (2020).

### Con sus clubes
- 1 x Liga de Francia (2021, con Brest).[5]
- 1 x Copa de Francia (2021, con Brest).[5]

### Distinciones personales
- Caballero de la Legión de Honor por la República Francesa (decreto del 8 de septiembre de 2021).[15]